# 沖館城
沖館城（おきだてじょう）は、青森県平川市沖館宮崎にあった日本の城（平山城）。

## 概要
本郭、外郭で構成される（『津軽諸城の研究』）。津軽平野の南東端糠森山の裾野山地に位置する沖館部落全体が城址である。本郭は東西約150メートル×南北約80メートル、東側の堀は幅約15メートル、深さ8メートルである。両岸が切岸となり、底を小川が流れる。南側の堀は幅20メートル、深さ5メートル、現在水田となり、外岸も同様である。外郭との境の西堀は現在埋め立てられ、道路となっている。北側の堀は、住宅地となっており、城上部より5メートル程の深さとなっている。北部中央部付近に、門址がある。外郭は東西約350メートル×南北約100メートルほどの大きさであるが、二つの郭に分けられていた形跡がある。南部の堀は幅16メートル、深さ4メートル、北西の堀は現在水田となっている。本郭、外郭とも住宅地化し、遺構は少ない。天険の要害ではないが湿地帯であり、大光寺城にも近く、非常に攻めにくい。

## 歴史
築城時期は不明である。現在は無い古村沼館（楯）がこの地にあり、鎌倉時代、曽我氏の館があったという説もある。文明年間に、都落ちしてきた鷹司政友一族(子孫は沖館神明宮宮司山谷氏)が築城したとも言われる。大光寺城守備の砦の一つであり、天正の頃の城主は阿部兵庫介である。天正7年（1579年）7月4日、比山六郎・七郎兄弟、滝本重行、北畠顕則らが津軽へ侵攻し、乳井城を落城させた勢いで、この城を攻撃しているが、城主阿部兵庫介の奮戦により持ちこたえた。兵庫介は、13ヶ所の矢傷を負い、弾薬も尽き果て、夜半に、堀越城の大浦為信に、佐藤平兵衛を使者に火急を伝えた。その後侵攻軍は為信と交戦し、敗退した（六羽川合戦）。後に広船館館主・桜庭太郎左衛門信正が城主となり、外郭東部に住んでいたという。